# Stagnation
Stagnation (von lat. stagnatio ‚Flüssigkeitsstau‘, das im 18. Jahrhundert von der ursprünglich medizinischen Bedeutung auf jegliche Form des Stillstands übertragen wurde) bedeutet im allgemeinen Sprachgebrauch, dass eine bestimmte Variable kein Wachstum erfährt. Der Ausdruck wird neben Medizin und Technik auch in der Volkswirtschaftslehre, den Sportwissenschaften, der Psychologie, Biologie, Physik sowie in den Geisteswissenschaften verwendet.
In der Wirtschaft bezeichnet Stagnation den Stillstand der wirtschaftlichen Entwicklung.

## Gebäude- und Versorgungstechnik
In der Solarthermie bezieht sich der Begriff auf den Stillstand des Wärmeträgermediums, der auftritt, wenn es durch Überhitzung der Sonnenkollektoren zur Verdampfung der Flüssigkeit kommt.
In der Trinkwasserinstallation ist man bestrebt, eine längere Stagnation von Wasser in der Trinkwasserleitung zu vermeiden, da es bei Temperaturen zwischen 20 und 50 °C zum vermehrten Wachstum von Legionellen und anderen Bakterien kommt.

## Medizin
In der Medizin wird der Begriff vor allem für das Stocken des Blutflusses verwendet, siehe Stase (Medizin).